# 증직교지
증직교지((贈職敎旨)는 이순신을 존숭했던 정조가 1793년(정조 17) 7월 21일에 이순신에게 의정부 영의정을 증직하도록 명하여 내려진 증직교지이다.
충무공 이순신의 사패교지와 증직교지는 역사적, 학술적으로 문화재적인 가치가 매우 높다. 이순신과 관련된 고문서는 교서, 유서, 유지, 무과홍패, 증직·증시교지를 비롯하여 별급문기, 이순신 처 방씨 고신교지 등 14건이 지정되어 있으므로 이순신의 1653년 사패교지와 1793년 증직교지도 지정할 가치가 있다.